# Valeria Zalaquett
Valeria Francisca Zalaquett Fuentealba (sinh ngày 27 tháng 11 năm 1971) là nhiếp ảnh gia và họa sĩ vẽ chân dung người Chile, phong cách nghệ thuật đương đại và kỹ thuật số.

## Tiểu sử
Valeria Zalaquett nhận bằng Triết học tại trường Đại học Công giáo Chile. Cũng tại trường đại học này, bà tham gia các khóa học về nhiếp ảnh và làm phim. Ngoài ra, bà còn lấy thêm bằng thạc sĩ ngành Nghệ thuật kỹ thuật số tại trường Đại học Pompeu Fabra ở Barcelona.
Trong tác phẩm của bà, có thể thấy sự hợp nhất giữa nhiếp ảnh và nghệ thuật thị giác thông qua photomontage, một phong cách của kỹ thuật collage và sử dụng nhiếp ảnh đơn sắc (thường là hai màu đen, trắng) "thông qua việc xen kẽ các hình dạng và kết cấu khác nhau trong các tác phẩm của nhiều nghệ sĩ đi trước, lấy tư liệu của thời kì công nghệ mới để đặc tả ý đồ của riêng họ."  Theo nhà phê bình nghệ thuật Waldemar Sommer thì Zalaquett đã "hòa hợp nhiếp ảnh như hội họa". Cụ thể, chữ ký của bà được phân tích và cho rằng " (đó) là sự hòa hợp của nhiều hình ảnh, đạt đến mức mà những hình ảnh ấy có vẻ giống tranh vẽ hơn. Những bức ảnh được bà được can thiệp bằng kỹ thuật số đã biến chúng thành những mảng tranh." 

## Triển lãm nhóm
Zalaquett tham gia triển lãm nhóm tại ArteBA, Buenos Aires (2008), Liên hoan Truyền thông Kĩ thuật số tại Toronto (2011), triển lãm Water trong chuỗi chương trình liên hoan Nhiếp ảnh tổ chức hai năm một lần tại Amsterdam (2004), triển lãm Paisaje, Figura Humana, Bodegón: Una Revision A la Fotosía Chilena Contemporánea tại Bảo tàng Mỹ thuật Quốc gia Chile (2006) và triển lãm Video "8 tries, Parrilla" tại Trung tâm văn hóa Matucana 100 ([./https://en.wikipedia.org/wiki/Centro_Cultural_Matucana_100 Centro Cultural Matucana 100]) (2005).

## Giải thưởng
Năm 1997, bà được Hội nhà báo chuyên mục giải trí trao tặng Giải thưởng thiết kế ánh sáng cho hai tác phẩm Sexo, Drogas y Rock & Roll.